# Puchar Szwajcarii w piłce siatkowej mężczyzn (2020/2021)
Puchar Szwajcarii w piłce siatkowej mężczyzn 2020/2021 (oficjalna nazwa: Mobiliar Volley Cup Männer 2020/2021) – 61. sezon rozgrywek o siatkarski Puchar Szwajcarii zorganizowany przez Swiss Volley. Zainaugurowany został 11 września 2020 roku.
Pierwotnie rozgrywki miały składać się z sześciu rund wstępnych, 1/8 finału, ćwierćfinałów, półfinałów i finału. Ostatecznie ze względu na pandemię COVID-19 zdecydowano się na rozegranie wyłącznie ćwierćfinałów, półfinałów i finału z udziałem klubów grających w najwyższej klasie rozgrywkowej (Nationalliga A). We wszystkich rundach rywalizacja toczyła się w systemie pucharowym, a o awansie decydowało jedno spotkanie.
Finał odbył się 27 marca 2021 roku w Axa Arenie. Po raz pierwszy Puchar Szwajcarii zdobył klub TSV Jona Volleyball, który w finale pokonał Volley Schönenwerd. MVP finału wybrani zostali Ramon Caviezel oraz Luca Ulrich.

## System rozgrywek

### Pierwotny system rozgrywek
Rozgrywki o Puchar Szwajcarii w sezonie 2020/2021 składają się z sześciu rund wstępnych, 1/8 finału, ćwierćfinałów, półfinałów i finału. We wszystkich rundach rywalizacja toczy się w parach, a o awansie decyduje jedno spotkanie. Pary tworzone są w drodze losowania.
W 1. rundzie uczestniczą wszystkie zgłoszone drużyny, które grają w niższym poziomie rozgrywkowym niż 1. liga. W 2. rundzie dołączają zespoły z 1. ligi, w 5. rundzie z Nationalligi B, natomiast w 1/8 finału z Nationalligi A.

### Nowy system rozgrywek
Ze względu na pandemię COVID-19 zdecydowano o zmianie systemu rozgrywek.
Rozgrywki rozpoczynają się od ćwierćfinałów i uczestniczą w nich wyłącznie drużyny grające w Nationallidze A. W drodze losowania tworzone są pary oraz drabinka turniejowa na kolejne rundy.
We wszystkich rundach drużyny w ramach pary rozgrywają jedno spotkanie decydujące o awansie.

## Drużyny uczestniczące
| Nationalliga A 8 drużyn   | Nationalliga A 8 drużyn |
| ------------------------- | ----------------------- |
| Biogas Volley Näfels      | ćwierćfinał             |
| Chênois Genève Volleyball | półfinał                |
| Lausanne UC               | półfinał                |
| Lindaren Volley Amriswil  | ćwierćfinał             |
| Lindaren Volley Luzern    | ćwierćfinał             |
| Traktor Basel             | ćwierćfinał             |
| TSV Jona Volleyball       | zwycięstwo              |
| Volley Schönenwerd        | finał                   |

## Rozgrywki

### Rundy wstępne

#### 1. runda
Ze względu na zmianę systemu rozgrywek mecze 1. rundy zostały anulowane.
| 11.09.2020 20:30 (UTC+2) | Hochdorf Audacia | 1:3 (25:23, 17:25, 22:25, 14:25) | VBC Laufen | Sporthalle Baldegg, Hochdorf Sędziowie: Thanh Ut Nguyen i Ernst Gander |

| 17.09.2020 20:30 (UTC+2) | TV Muttenz | 0:3 (9:25, 15:25, 15:25) | VBC Allschwil | Turnhallen Kriegacker, Muttenz |

| 17.09.2020 20:30 (UTC+2) | Volley Estavayer 2 | 0:3 (15:25, 12:25, 9:25) | VBC Langenthal | Salle Amarante, Estavayer-le-Lac Sędziowie: Thierry Mordasini i Corinne Chardonnens |

| 18.09.2020 20:45 (UTC+2) | VBC La-Chaux-de-Fonds | 0:3 (14:25, 20:25, 19:25) | VBC La Côte | Gymnase du Bois-Noir, La Chaux-de-Fonds |

| 18.09.2020 21:00 (UTC+2) | CAP Volley 2 | 3:2 (23:25, 25:21, 24:26, 25:21, 16:14) | VBC Fribourg 2 | Salle Ecole Prez-Vers-Noréaz, Prez-vers-Noréaz Sędziowie: Christian Kart i Manuela Schöpfer |

| 21.09.2020 20:00 (UTC+2) | SG Obwalden | 0:3 (17:25, 23:25, 25:27) | VBC Bubendorf | Vereinshalle Sarnen, Sarnen Sędziowie: Michael Hutmacher i Salome Waser |

| 21.09.2020 20:30 (UTC+2) | VBC Swiss | 0:3 (12:25, 10:25, 27:29) | VBC Rämi 2 | Turnhalle Feld, Kloten Sędziowie: Blerta Kurtishi i Thanh Ut Nguyen |

| 21.09.2020 20:45 (UTC+2) | OTA Volley | 0:3 (18:25, 20:25, 20:25) | Audax SSC | Schulhaus Schweikrüti, Gattikon Sędziowie: Roland Geier i Patrick Weber |

| 22.09.2020 20:30 (UTC+2) | VBC Wittenbach | 0:3 (21:25, 18:25, 25:27) | Volley Bütschwil | OZ Grünau, Wittenbach Sędziowie: Thomas Simon i Roger Schlappritzi |

| 24.09.2020 19:45 (UTC+2) | VBC Spada Academica | 0:3 (17:25, 24:26, 26:28) | VBG Klettgau | Kantonale Maturitätsschule, Zurych Sędziowie: Nicole Moor i Frank Böhme |

| 24.09.2020 20:00 (UTC+2) | VBC Freies Gymnasium | 1:3 (17:25, 18:25, 26:24, 16:25) | VC Tornado Adliswil | Freies Gymnasium Zürich, Zurych Sędziowie: Daniel Bruggesser i Patrick Weber |

| 24.09.2020 20:30 (UTC+2) | Volley Uster | 3:1 (22:25, 25:18, 25:20, 25:18) | Appenzeller Bären | Schulhaus Krämeracker, Uster Sędziowie: Stefan Budinsky i Michael Gena |

| 24.09.2020 21:00 (UTC+2) | VBC Mellingen | 0:3 (16:25, 15:25, 21:25) | VC Los Unidos Oberes Seetal | Schule Kleine Kreuzzelg, Mellingen Sędziowie: Manuel Luder i Jorge Bastante |

| 25.09.2020 20:30 (UTC+2) | TV Warth-Weiningen | 1:3 (14:25, 25:20, 18:25, 15:25) | Volley Goldach | Mehrzweckhalle Vogelhalde, Warth-Weiningen Sędziowie: Martin Auricht i Deborah Tobler |

| 25.09.2020 20:30 (UTC+2) | VBC Galina | 3:1 (25:16, 25:10, 23:25, 25:23) | KSC Wiedikon | Schulzentrum Mühleholz 2, Vaduz Sędziowie: Erwin Bärtsch i Simone Cejka |

| 25.09.2020 20:30 (UTC+2) | Rheno Volleyball | 3:0 (25:21, 25:16, 25:14) | VBC Linth | Kantonsschule, Heerbrugg Sędziowie: Rolf Scheiwiller i Raphaela Demmel |

| 26.09.2020 16:00 (UTC+2) | Wädivolley | 3:0 (25:16, 30:28, 25:23) | VBC Seuzach | Turnhalle Steinacher, Au Sędziowie: Michael Gena i Carlos Enrique Castro |

| 26.09.2020 17:00 (UTC+2) | VBC Bussigny | 1:3 (28:30, 20:25, 25:17, 21:25) | VBC Orbe | Salle de la Tatironne, Bussigny |

| 28.09.2020 20:30 (UTC+2) | VBC Kanti Limmattal | 0:3 (25:27, 22:25, 23:25) | VC Smash Winterthur | Kantonsschule Limmattal, Urdorf Sędziowie: Silvan Schuler i Christian Wolf |

| 30.09.2020 20:45 (UTC+2) | VBC Eburo | 0:3 (11:25, 19:25, 13:25) | VBC Yverdon | Salle du collège de la Place d'Armes, Yverdon-les-Bains |

| 03.10.2020 14:00 (UTC+2) | VBC Le Locle | 1:3 (18:25, 25:17, 19:25, 21:25) | VBC Cheseaux | Halle de Beau-Site, Le Locle |

| 04.10.2020 15:00 (UTC+2) | VBC Sierre | 1:3 (18:25, 25:22, 21:25, 16:25) | VBC NUC | OS Goubing, Sierre Sędziowie: Jean-Arthur Loretan i Quentin Taboulot |

#### 2. runda
Ze względu na zmianę systemu rozgrywek mecze 2. rundy zostały anulowane.
| 04.10.2020 16:00 (UTC+2) | VBC La Côte | 2:3 (26:24, 22:25, 18:25, 25:21, 7:15) | Nidau Volley | Collège des Tuillières, Gland |

| 05.10.2020 20:30 (UTC+2) | VBC Spiez | 0:3 (12:25, 15:25, 16:25) | VBC Langenthal | Turnhalle Spiezwiler, Spiez Sędziowie: Noemi Messerli i Evelyn Florin |

| 08.10.2020 20:30 (UTC+2) | VBC Gelterkinden | 1:3 (25:16, 25:27, 17:25, 22:25) | VBC Sursee | Sporthalle Hofmatt, Gelterkinden |

| 10.10.2020 17:00 (UTC+2) | VBC Lausanne | 3:1 (25:23, 15:25, 26:24, 25:22) | VBC Delémont | Centre sportif de Grand-Vennes, Lozanna |

| 11.10.2020 15:30 (UTC+2) | SNVB | 3:0 (25:18, 25:17, 25:9) | VBC Porrentruy | ECCG Aimée-Stitelmann, Plan-les-Ouates |

| 11.10.2020 16:00 (UTC+2) | Groupement Sportif du CERN | 1:3 (24:26, 20:25, 25:23, 20:25) | Martigny Volley | CO Grandes-Communes, Petit-Lancy |

| 11.10.2020 16:00 (UTC+2) | VBG Klettgau | 0:3 (14:25, 21:25, 11:25) | VBC Galina | Neue Zimmerberghalle, Beringen Sędziowie: Jonathan Heimlicher i Luis Alberto Schäppi |

| 12.10.2020 20:30 (UTC+2) | VBC Allschwil | 0:3 (16:25, 11:25, 23:25) | BTV Aarau | Schulzentrum Muesmatt, Allschwil |

| 13.10.2020 20:45 (UTC+2) | VBC Yverdon | 1:3 (26:28, 25:23, 22:25, 20:25) | VBC Cheseaux | Salle des Rives, Yverdon-les-Bains |

| 14.10.2020 20:30 (UTC+2) | VC Los Unidos Oberes Seetal | 2:3 (26:28, 25:17, 27:25, 18:25, 12:15) | VBC Kanti Baden | Mehrzweckhalle, Bettwil Sędziowie: Jorge Bastante i Frank Böhme |

| 14.10.2020 20:30 (UTC+2) | VBC Bubendorf | 3:0 (25:21, 25:14, 25:15) | Volley Mutschellen | Sporthalle Sappeten, Bubendorf |

| 15.10.2020 20:30 (UTC+2) | Wädivolley | 3:0 (25:20, 25:19, 25:17) | VC Tornado Adliswil | Turnhalle Steinacher, Au Sędziowie: Roland Geier i Daniel Bruggesser |

| 15.10.2020 21:15 (UTC+2) | VBC Orbe | 3:1 (25:14, 21:25, 25:12, 25:17) | VBC NUC | Salle Omnisports, Orbe |

| 16.10.2020 20:30 (UTC+2) | Rheno Volleyball | 3:2 (25:22, 25:20, 18:25, 16:25, 15:7) | VBC Rämi 2 | Kantonsschule, Heerbrugg Sędziowie: Rolf Scheiwiller i Matthias Wüthrich |

| 16.10.2020 20:30 (UTC+2) | Volley Muri Bern | 3:0 (25:7, 25:21, 25:19) | CAP Volley 2 | International School of Berne, Muri bei Bern Sędziowie: Marco Kämpf i Noëmi Nenniger |

| 16.10.2020 20:45 (UTC+2) | Audax SSC | 3:0 (25:18, 25:17, 32:30) | STV Wil | Sporthalle Tellenfeld, Amriswil Sędziowie: Swen Mallschützke i Marc Bochsler |

| 17.10.2020 11:00 (UTC+2) | VBC Stäfa | 0:3 (14:25, 15:25, 13:25) | Volley Bütschwil | Turnhalle Tränkebach, Stäfa Sędziowie: Christian Schmid i Paul Reumer |

| 18.10.2020 15:00 (UTC+2) | VBC Andwil-Arnegg | 3:0 (25:0, 25:0, 25:0) | Volleyballclub Oerlikon | Doppelturnhalle Ebnet, Andwil Sędziowie: Paul Reumer i Benjamin Hess |

| 18.10.2020 16:00 (UTC+2) | VC Smash Winterthur | 3:0 (25:16, 25:15, 25:18) | VBC March | Schulhaus Zinzikon, Winterthur Sędziowie: Stefan Budinsky i Robert Risse |

| 18.10.2020 17:00 (UTC+2) | VBC Laufen | 3:0 (25:18, 25:17, 25:13) | SV Volley Wyna | Sporthalle des Gymnasium, Laufen |

| 18.10.2020 17:00 (UTC+2) | Dragons Lugano | 2:3 (20:25, 17:25, 25:21, 25:22, 12:15) | VB Therwil | Palestra Lambertenghi, Lugano |

| 18.10.2020 17:30 (UTC+2) | TV Lunkhofen | 1:3 (28:30, 25:21, 27:29, 18:25) | Volley Emmen-Nord | Turnhalle, Oberlunkhofen Sędziowie: Daniel Dennler i Jolanda Birrer |

| 18.10.2020 18:00 (UTC+2) | Volley Goldach | 0:3 (23:25, 7:25, 19:25) | VBC Einsiedeln | Turnhallen Bachfeld, Goldach Sędziowie: Matthias Wüthrich i Luis Rosa |

| 18.10.2020 18:15 (UTC+2) | VBC Thun | 2:3 (25:20, 18:25, 25:23, 13:25, 12:15) | VBC Uni Bern | Sporthalle ZSSw 5, Berno Sędziowie: Ali Al Kaabi i Michelle Pfister |

#### 3. runda
Ze względu na zmianę systemu rozgrywek mecze 3. rundy zostały anulowane.
| 14.10.2020 20:30 (UTC+2) | VBC Buochs | 3:1 (23:25, 25:14, 25:18, 25:23) | VBC Chur | Turnhalle Breitli, Buochs Sędziowie: Senad Dzankovic i Yvonne Süess |

| 23.10.2020 20:00 (UTC+2) | VBC Cheseaux | 0:3 (25:27, 20:25, 20:25) | Volley Muri Bern | Salle de Derrière-la-Ville, Cheseaux-sur-Lausanne |

| 24.10.2020 18:00 (UTC+2) | VBC Andwil-Arnegg | 3:0 (27:25, 28:26, 25:15) | VBC Malters | Doppelturnhalle Ebnet, Andwil Sędziowie: Adrian Bär i Jonathan Heimlicher |

#### 4. runda
Ze względu na zmianę systemu rozgrywek mecze 4. rundy zostały odwołane.

#### 5. runda
Ze względu na zmianę systemu rozgrywek mecze 5. rundy zostały odwołane.

#### 6. runda
Ze względu na zmianę systemu rozgrywek mecze 6. rundy zostały odwołane.

### Faza główna

#### Drabinka
|  |                           |                           |                     |                     |   |                           |                           |          |  |  |       |       |       |
|  | Ćwierćfinał               | Ćwierćfinał               | Ćwierćfinał         |                     |   | Półfinał                  | Półfinał                  | Półfinał |  |  | Finał | Finał | Finał |
|  | Ćwierćfinał               | Ćwierćfinał               | Ćwierćfinał         |                     |   | Półfinał                  | Półfinał                  | Półfinał |  |  | Finał | Finał | Finał |
|  |                           |                           |                     |                     |   |                           |                           |          |  |  |       |       |       |
|  |                           |                           |                     |                     |   |                           |                           |          |  |  |       |       |       |
|  | Lausanne UC               | Lausanne UC               | 3                   |                     |   |                           |                           |          |  |  |       |       |       |
|  | Lausanne UC               | Lausanne UC               | 3                   |                     |   |                           |                           |          |  |  |       |       |       |
|  | Biogas Volley Näfels      | Biogas Volley Näfels      | 1                   |                     |   |                           |                           |          |  |  |       |       |       |
|  | Biogas Volley Näfels      | Biogas Volley Näfels      | 1                   |                     |   | Lausanne UC               | Lausanne UC               | 0        |  |  |       |       |       |
|  |                           |                           |                     |                     |   | Lausanne UC               | Lausanne UC               | 0        |  |  |       |       |       |
|  |                           |                           | Volley Schönenwerd  | Volley Schönenwerd  | 3 |                           |                           |          |  |  |       |       |       |
|  | Volley Schönenwerd        | Volley Schönenwerd        | Volley Schönenwerd  | Volley Schönenwerd  | 3 | 3                         |                           |          |  |  |       |       |       |
|  | Volley Schönenwerd        | Volley Schönenwerd        |                     |                     |   |                           |                           |          |  |  |       |       |       |
|  | Lindaren Volley Amriswil  | Lindaren Volley Amriswil  | 2                   |                     |   |                           |                           |          |  |  |       |       |       |
|  | Lindaren Volley Amriswil  | Lindaren Volley Amriswil  | 2                   |                     |   | Volley Schönenwerd        | Volley Schönenwerd        | 2        |  |  |       |       |       |
|  |                           |                           |                     |                     |   |                           |                           |          |  |  |       |       |       |
|  |                           |                           | TSV Jona Volleyball | TSV Jona Volleyball | 3 |                           |                           |          |  |  |       |       |       |
|  | Chênois Genève Volleyball | Chênois Genève Volleyball | TSV Jona Volleyball | TSV Jona Volleyball | 3 | 3                         |                           |          |  |  |       |       |       |
|  | Chênois Genève Volleyball | Chênois Genève Volleyball |                     |                     |   |                           |                           |          |  |  |       |       |       |
|  | Traktor Basel             | Traktor Basel             | 0                   |                     |   |                           |                           |          |  |  |       |       |       |
|  | Traktor Basel             | Traktor Basel             | 0                   |                     |   | Chênois Genève Volleyball | Chênois Genève Volleyball | 1        |  |  |       |       |       |
|  |                           |                           |                     |                     |   | Chênois Genève Volleyball | Chênois Genève Volleyball | 1        |  |  |       |       |       |
|  |                           |                           | TSV Jona Volleyball | TSV Jona Volleyball | 3 |                           |                           |          |  |  |       |       |       |
|  | Lindaren Volley Luzern    | Lindaren Volley Luzern    | TSV Jona Volleyball | TSV Jona Volleyball | 3 | 1                         |                           |          |  |  |       |       |       |
|  | Lindaren Volley Luzern    | Lindaren Volley Luzern    |                     |                     |   |                           |                           |          |  |  |       |       |       |
|  | TSV Jona Volleyball       | TSV Jona Volleyball       | 3                   |                     |   |                           |                           |          |  |  |       |       |       |
|  | TSV Jona Volleyball       | TSV Jona Volleyball       | 3                   |                     |   |                           |                           |          |  |  |       |       |       |

#### 1/8 finału
Ze względu na zmianę systemu rozgrywek mecze 1/8 finału zostały odwołane.

#### Ćwierćfinały
| 31.01.2021 17:00 (UTC+1) | Lausanne UC | 3:1 (25:23, 25:17, 18:25, 25:18) | Biogas Volley Näfels | Centre Sportif Universitaire de Dorigny – SOS II, Lozanna Sędziowie: Philippe Weinberger i Alfio Sanapo |

| 31.01.2021 16:00 (UTC+1) | Volley Schönenwerd | 3:2 (25:22, 15:25, 25:19, 20:25, 15:13) | Lindaren Volley Amriswil | Betoncoupe Arena, Schönenwerd Sędziowie: Vladimir Simonovic i Philippe Enkerli |

| 31.01.2021 17:00 (UTC+1) | Chênois Genève Volleyball | 3:0 (25:13, 25:17, 25:19) | Traktor Basel | Centre Sportif Sous-Moulin, Thônex Sędziowie: Christian Wolf i François Troyon |

| 08.02.2021 19:30 (UTC+1) | Lindaren Volley Luzern | 1:3 (23:25, 25:22, 17:25, 15:25) | TSV Jona Volleyball | Bahnhofhalle, Lucerna |

#### Półfinały
| 14.02.2021 16:00 (UTC+1) | Volley Schönenwerd | 3:0 (25:21, 25:20, 26:24) | Lausanne UC | Betoncoupe Arena, Schönenwerd Sędziowie: Christian Wolf i Matthias Wüthrich |

| 14.02.2021 18:00 (UTC+1) | TSV Jona Volleyball | 3:1 (25:23, 28:30, 25:22, 25:21) | Chênois Genève Volleyball | Sporthalle Grünfeld, Jona Sędziowie: Nadine Hefti i Senad Dzankovic |

#### Finał
| 27.03.2021 13:30 (UTC+1) | Volley Schönenwerd | 2:3 (25:12, 25:22, 24:26, 23:25, 12:15) | TSV Jona Volleyball | Axa Arena, Winterthur Sędziowie: Philippe Enkerli i Laura Rüegg |